# Curtiss P-36 Hawk
Кёртисс П-36 «Хок» (англ. Curtiss P-36 Hawk — «Ястреб») — американский истребитель.
Кёртис П-36 «Хок», также известный как «Model 75» был создан в 1930-х годах. Разрабатывался и производился фирмой Curtiss-Wright Corporation. Не уступал самолётам создававшимся на тот момент в Германии и Великобритании, соответствовал всем требованиям нового поколения истребителей. Представлял собою цельнометаллический моноплан с хорошо обработанными, так называемыми «зализанными» формами, и с мощным поршневым двигателем.
Будучи уже устаревшим к началу Второй мировой войны, нашел ограниченное боевое применение в ВВС Соединённых штатов. Но достаточно широко использовался воздушными силами Французской республики при обороне в 1939—1940 годах, и позднее в составе сил вишистской авиации. Находился на вооружении британских ВВС и Национально-революционной армии. Несколько десятков П-36 активно воевали в 1941—1944 годах против советской авиации в составе финских военно-воздушных сил.
Всего было построено около 1200 истребителей различных модификаций.

## Боевое применение

### ВВС Аргентины

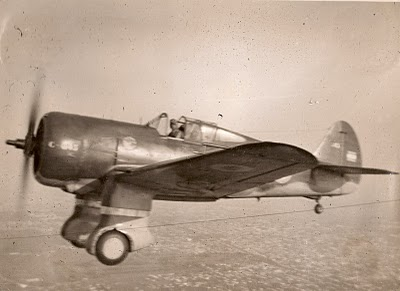
Curtiss 75O

Аргентина купила некоторое количество упрощённых Hawk 75O с неубираемым шасси предназначенным для использования на малоподготовленных полосах и приобрела лицензию на производство модели. Curtiss произвели и передали 30 штук, и 20 были произведены на месте на Fábrica Militar de Aviones в Кордобе. Эти самолёты использовали тот же самый мотор Wright R-1820-G5 Cyclone что и Martin 139WAA y Northrop A-17 используемые ВВС Аргентины в то время. Вооружённые обычно пулемётом Мадсен калибра 11,35 мм и тремя лёгкими пулемётами Мадсен калибра 7,65 мм, имел бомбовую нагрузку до десяти бомб по 14 кг в подкрыльевых держателях. Последние аргентинские Hawk оставались на вооружении до ноября 1954 года.

### ВВС Бразилии
В марте 1942 года 10 единиц P-36A из USAAC (United States Army Air Corps) были переданы Бразилии.

### Китайские ВВС
Прототип Hawk 75H (упрощённая версия с неубираемым шасси, как 75O) всё-таки была продана Националистскому правительству Китая, которое подарило его Клэру Шеннолту для его личного использования. Китай также получил два схожих демонстрационных самолёта, Hawk 75Q. Также использовалось некоторое количество Hawk 75M против японцев. Hawk 75A-5 был построен по китайской лицензии, но позже его производство было переведено в Индию, и эти самолёты были реквизированы Королевскими ВВС Британии как Mohawk IV.

### Нидерландская Ост-Индия
В октябре 1939 года Нидерланды заказали 24 Hawk 75A-7 для своих колоний в Нидерландской Ост-Индии. Эти самолёты были оснащены мотором Cyclone мощностью 1200 л. с. Фабричное вооружение составляло пулемёт 12,7 мм и 7,62 мм в капоте, и два крыльевых пулемёта калибром 7,62 мм. После передачи пулемёты 12,7 мм были заменены для стандартизации оружия и боеприпасов. Самолёт мог нести семь бомб по 23 кг. Истребители были погружены в 1940 году и почти доставлены в Нидерланды, когда Германия вторглась в королевство. Но поскольку метрополия сдалась, самолёты отправились в колонии, где их широко использовали во время японской атаки. К этому времени самолёты пролетели так много часов, что двигатели показали серьёзный износ.
Большинство нидерландских Hawk были приписаны 1-й JachtVliegAfdeling — VliegtuigGroep IV (1ste JaVA — 1-VlG IV; «1-я истребительная эскадрилья — Лётная группа IV») Военной авиации Королевских Нидерландо-Индийских войск (ML-KNIL), хотя некоторые летали с 1-VlG V. Эти самолёты вступили в бой над Малаккой, Суматрой и Явой, успешно бомбили железнодорожную линию и перехватывали бомбардировщики, а также участвовали в широкомасштабных закрытых боях над Сурабая, где самолёты ВВС США, RAF и ML (Militaire Luchtvaart — военная авиация) сражались вместе против японских бомбардировщиков и истребителей.

### Персия
В общей сложности 10 Hawk 75A-9 были доставлены в Персию, но были захвачены британцами ещё в своих погрузочных контейнерах. Позже они были переданы и использованы RAF в Индии как Mohawk IV.

### Перу
В 1943 году США отправили 28 Hawk в Перу по Ленд-лизу.

### ВВС Таиланда

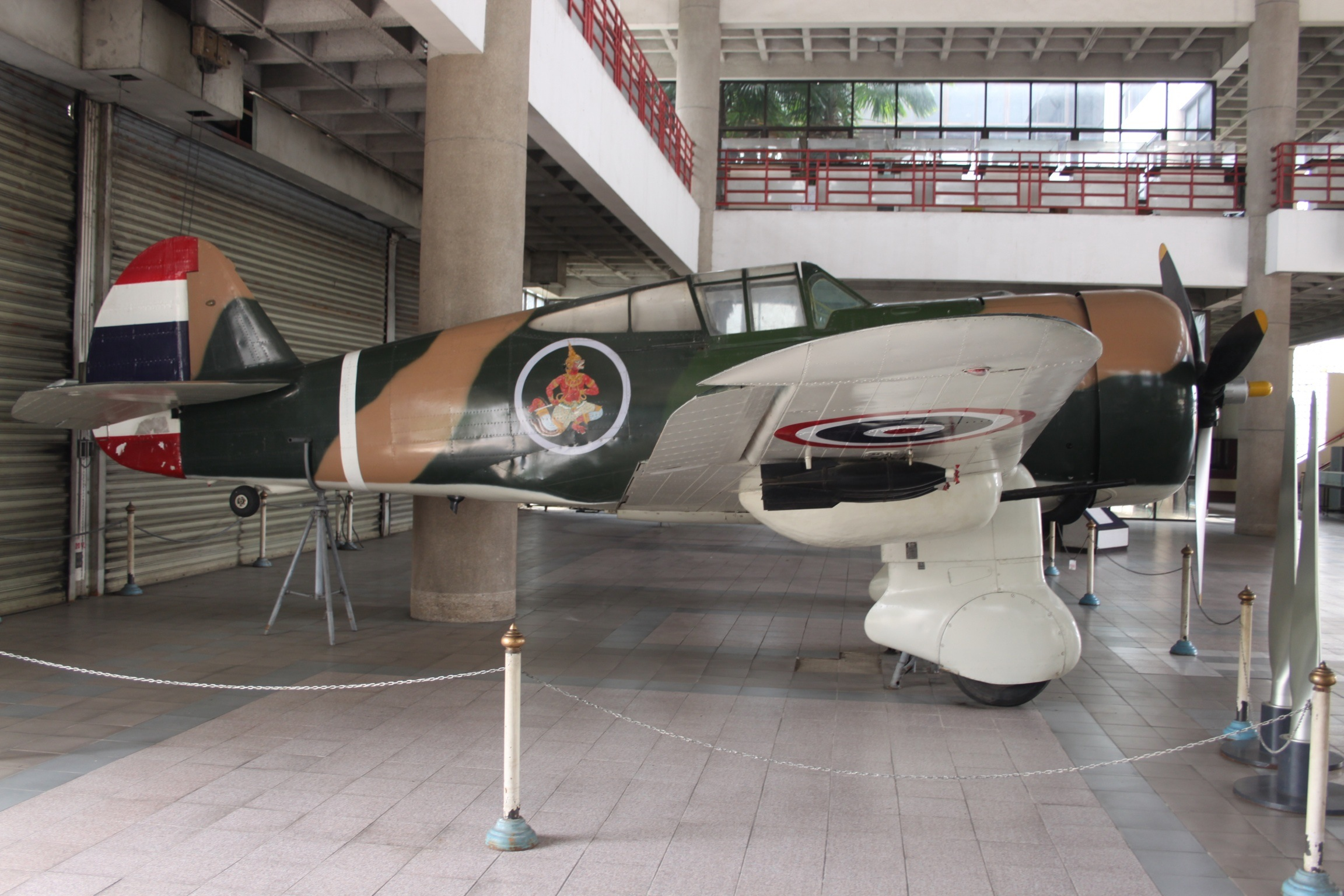
Curtiss 75N ВВС Таиланда

Несколько Hawk 75N были использованы Таиландом в ходе Франко-тайской войны. Также сражались в Битва при Прачуаб Кири Кан против японских войск в ходе Вторжения Японии в Таиланд. 28 января 1941 года, Королевские Воздушные Силы Таиланда (RTAF) отправили девять Mitsubishi Ki-30 Nagoya, в сопровождении трёх Hawk 75, для бомбардировки Пайлина и Сисопхона во Французском Индокитае. Таиланд был пожалуй, единственной страной использовавшей как японские так и американские самолёты в ходе Второй Мировой Войны.

### Французские ВВС

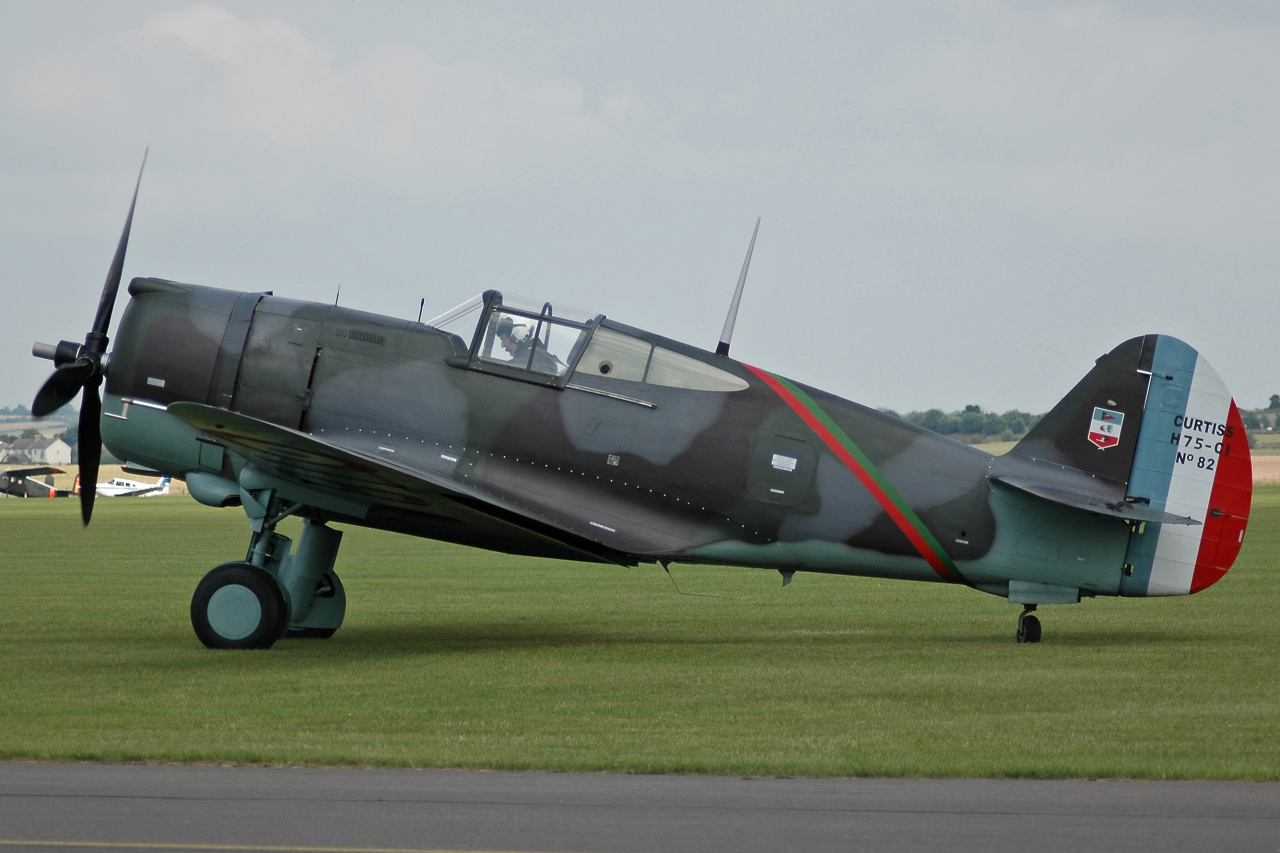
Curtiss H75C-1

Запуск в производство первой серии Р-36 «Hawk», пробудил к нему интерес со стороны французского министерства обороны. Начались переговоры о поставке французским воздушным силам трёхсот самолётов. Однако первым слабым местом предполагаемого контракта стала цена Р-36, которая вдвое превышала производимые французами истребители Morane-Saulnier MS.406 и Bloch MB.150. Вторым местом оказался низкий темп поставок нового истребителя в Европу, предлагаемый фирмой «Кёртисс», который никак не устраивал французскую сторону.
Более того, американские ВВС встревожились возможностью нового контракта, который, как они полагали, мог затормозить выполнение поставок «Кёртисс» для отечественной военной авиации. И американцы начали откровенно противодействовать заключению этого договора.
Лишь вмешательство президента Франклина Делано Рузвельта сдвинуло дело с мёртвой точки. Он лично пригласил французского лётчика-испытателя Мишеля Детруайя (фр.) опробовать новый самолёт, понравившийся пилоту.
Энтузиазм Детройя, проблемы с «MB 150» и давление такого фактора как интенсивное и уже почти нескрываемое перевооружение люфтваффе, вынудили французов прибрести 100 самолётов Р-36 «Model 75» и 173 авиадвигателя.
Первый самолёт «Модель 75А-1» прибыл во Францию в декабре 1938. С марта 1939, они встали на боевое дежурство. Все вновьприбывшие самолёты претерпели ряд модернизаций. «Кёртиссы 75-С1» («Hawk»'ами во Франции самолёты не наименовались) переоснащались двигателями Пратт&Уитни (900 л.с), авионика переводилась в метрическую систему, несколько менялась система управления, вооружение менялось со стандартного американского варианта — один пулемёт 7.62 мм и один 12.7 мм синхронизированные чрезлопастные на четыре пулемёта калибра 7.5 мм, также осуществлялся ряд менее значительных изменений.
8 сентября 1939, «Кёртиссы 75» сбили два Мессершмитта 109, первые самолёты уничтоженные Союзными силами на западном фронте.
Всего в 1939—1940 французскими пилотам на «Кёртисах 75» было одержано 230 подтверждённых побед. При этом, французскими ВВС считается, что «Кёртисов» было потеряно только 29 единиц.

### ВВС Финляндии

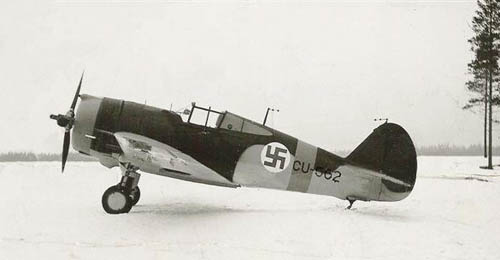
Curtiss Hawk 75A-3 (CU-562)

После захвата Франции, Германия согласилась продать Финляндии захваченные «Кёртисы». Суммарно, 44 самолёта Р-36 пяти модификаций были отправлены финской стороне с 23 июня 1941 по 5 января 1944. Не все эти самолёты были французскими, некоторые принадлежали ранее норвежским ВВС (29 захваченных вермахтом в Осло машин). Самолёты получили номера CU-501 — CU-507 (тип A-4 с двигателем Cyclone) и CU-551 — CU-587 (все остальные варианты с двигателем Twin Wasp).
Финские военные весьма высоко оценили достоинства американского летательного аппарата. Согласно финским заявлениям, с 16 июля 1941 по 27 июля 1944 г. ВВС Финляндии потеряли 15 истребителей типа «Кёртис». Экипажи «Кёртисов» при этом претендовали на 190 воздушных побед.
Приобретённые финнами «Кёртисы 75» имели французскую комплектацию вооружения (четыре или шесть пулемётов калибра 7,5 мм). Но развитие советской авиации показало недостаточную огневую мощь такого варианта вооружения самолёта. Начиная с 1942 финские Р-36 начали перевооружать одним или двумя крупнокалиберными пулемётами 12,7 мм (систем Кольта, Browning FN УБ или VKT 12,70 LKk/42) в фюзеляже и двумя или четырьмя пулемётами 7,7 мм на каждое крыло. Установка тяжёлых пулемётов не сказалась на скорости самолёта ввиду его хорошей тяговооружённости и качественно повысило его огневую мощь. В частности, на самолёты № CU-505, 506, 551, 553, 559, 562, 578 и 581 устанавливались финские пулемёты LKk/42. Прицелы — Revi 3D или C/12D.
Сохранившиеся после войны самолёты находились на вооружении до 30 августа 1948 года в составе 11-й, 13-й эскадрилий и Учебного авиакрыла, затем они были сданы на хранение, а в 1953 году отправлены на слом.

## ТТХ
- Фюзеляж — цельнометаллический
- Размах крыльев — 11,37 м
- Длина — 8.71 м
- Скорость макс. — 501 км/час
- Потолок — 10000 м
- Дальность полета — 1300 км
- Масса пустого — 2070 кг
- Взлетный вес — 2700 кг
- Двигатель — 1 × Pratt & Whitney R-1830-17 1050 л. с. (783 кВт)
- Мощность/масса — 0,186 л. с./lb (306 Вт/кг)
- Вооружение — 1 пулемёт калибра 12,7 мм и 1 пулемёт калибра 7,62 мм
- Экипаж — 1 человек